# Ines Bibernell
Ines Bibernell (née Obst le 21 juillet 1965 à Querfurt) est une athlète allemande, spécialiste des courses de fond et de demi-fond.

## Biographie
Concourant pour la République démocratique allemande, elle remporte le titre du 3 000 mètres lors des Championnats d'Europe en salle 1986, à Madrid, en devançant la Britannique Yvonne Murray et la Soviétique Regina Chistyakova.

### Palmarès
| Date | Compétition                    | Lieu   | Résultat | Épreuve |
| ---- | ------------------------------ | ------ | -------- | ------- |
| 1986 | Championnats d'Europe en salle | Madrid | 1re      | 3 000 m |

### Records
| Épreuve | Épreuve   | Performance   | Lieu   | Date            |
| ------- | --------- | ------------- | ------ | --------------- |
| 3 000 m | Plein air | 8 min 49 s 80 | Iéna   | 27 juin 1986    |
| 3 000 m | Salle     | 8 min 54 s 52 | Madrid | 23 février 1986 |